# 奥特贝希乡
奥特贝希乡，是中华人民共和国新疆维吾尔自治区阿克苏地区乌什县下辖的一个乡镇级行政单位。

## 行政区划
奥特贝希乡下辖以下地区：
巴什阿克玛村、托斯玛村、尤喀克奥特贝希村、托万克奥特贝希村、库木布隆村、宫乡村、亚阔坦村、阿拉萨依村、苏盖特力克村、库西塔格村、墩其格村、玉斯屯克墩其格村和色日克阿热勒村。